# Terra Amata

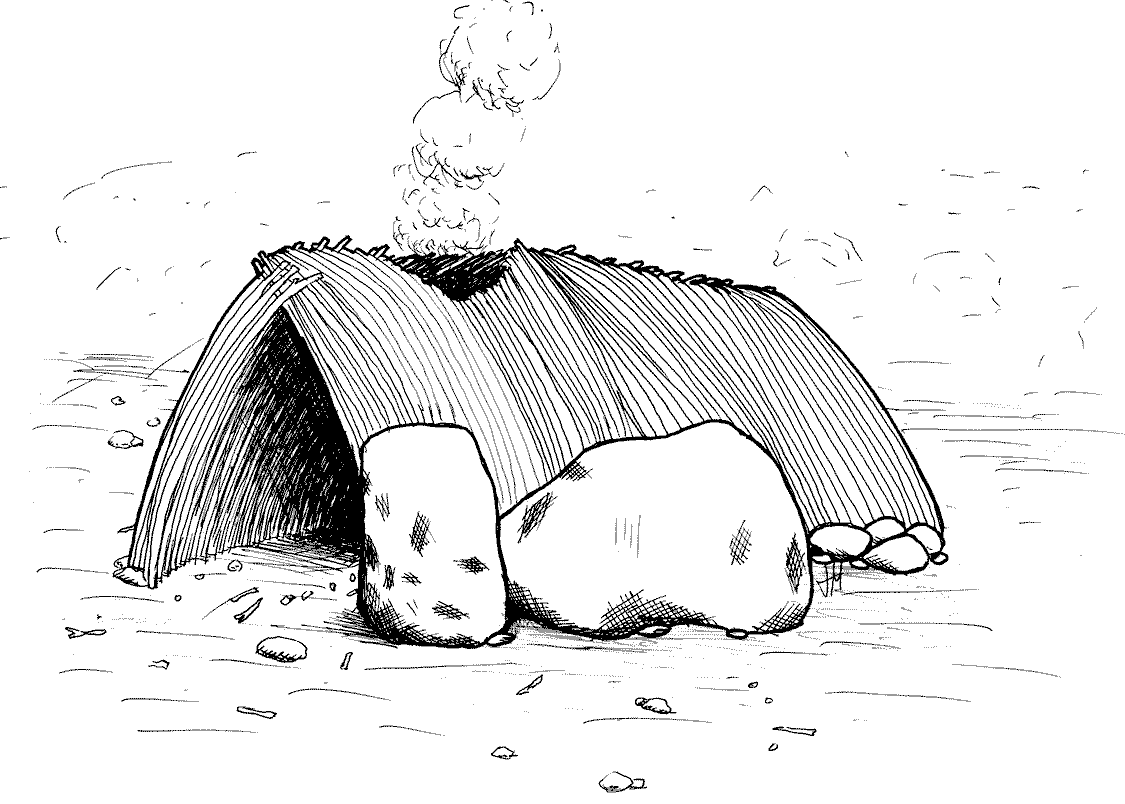
Rekonstrukcja szałasu z terenu obozowiska Terra Amata

Terra Amata – najstarsze znane zorganizowane obozowisko dolnopaleolityczne w Europie, znajdujące się nad brzegiem Morza Śródziemnego, na stokach Mont Boron w Nicei. Odkryte zostało w 1966 roku, w trakcie prac archeologicznych prowadzonych przez Henry’ego de Lumleya, związanych z budową nowego osiedla mieszkaniowego.
Na stanowisku, pod 10-metrową warstwą osadów czwartorzędowych pokrywających teren dawnej plaży morskiej, odkryto szereg następujących po sobie faz osadniczych. Datowane metodą termoluminescencyjną na około 380 tysięcy lat p.n.e., z okresu zlodowacenia Mindel, związane było z kulturą aszelską. Naniesiony piasek dobrze zakonserwował pozostałości po wzmacnianych u podstawy kamiennymi murkami szałasach budowanych z żerdzi i gałęzi, a także ognisk ogradzanych kamiennymi obstawami, najstarszych na kontynencie europejskim. Obok pięściaków, otoczaków i retuszowanych narzędzi odłupkowych odkryto także kości zdobyczy łowieckiej: wilków, dzików, turów, jeleni i nosorożców.